# Tai Wu
Tai Wu (xinès: 太戊, nascut Zi Mi (xinès: 子密) o Zi Zhou (xinès: 子伷), va ser un Rei de la Xina de la Dinastia Shang.
En els Registres del Gran Historiador és llistat per Sima Qian com el novè rei Shang, succeint al seu germà Yong Ji (xinès: 太庚). Va ser entronitzat amb Bo (xinès: 亳) com la seva capital. Designà a Yishe (xinès: 伊陟) i Chenhu (xinès: 臣扈) com els seus oficials de més alt rang.